# Les Hauts de Forterre
Les Hauts de Forterre é uma comuna francesa na região administrativa da Borgonha-Franco-Condado, no departamento de Yonne. Estende-se por uma área de 33.07 km². Em 2010 a comuna tinha 502 habitantes (densidade: 15,2 hab./km²).
Foi criada em 1 de janeiro de 2017, a partir da fusão das antigas comunas de Taingy (sede da comuna), Fontenailles e Molesmes.